# Dubrave (Gradiška)
Dubrave (szerbül: Дубраве), falu Gradiška községben, Bosznia-Hercegovinában, Bosanska krajina területén, a Szerb Köztársaságban. 

## Fekvése
Bosznia-Hercegovina északi részén, Banja Lukától légvonalban 35, közúton 41 km-re északra, községközpontjától légvonalban 5, közúton 7 km-re délre, 92-95 méteres magasságban, a Jurkovica folyótól keletre elterülő Lijevče polje síkságán fekszik. Több, kis településből áll.

## Népessége
| Nemzetiségi csoport | Népesség 1991 | Népesség 2013 |
| ------------------- | ------------- | ------------- |
| Szerb               | 36            | 239           |
| Bosnyák             | 2413          | 1434          |
| Horvát              | 4             | 3             |
| Jugoszláv           | 74            | 0             |
| Egyéb               | 54            | 56            |
| Összesen            | 2581          | 1732          |

## Története
A határában talált régészeti leletek tanúsága szerint a település területe már a bronzkorban lakott volt. Az itt feltárt temető maradványait a késő bronzkori urnamezős kultúrával azonosították.
A település 1878-ig tartozott az Oszmán Birodalomhoz, ekkor a berlini kongresszus határozata alapján az Osztrák-Magyar Monarchia része lett. 1879-ben az első osztrák-magyar népszámlálás során a Berbir községhez tartozó településnek 154 háztartása és 997 muszlim lakosa volt. 1910-ben a Bosanska Gradiškai járáshoz tartozó településen 223 háztartást, 1061 muszlim, 8 ortodox szerb és 11 római katolikus lakost találtak. A monarchia szétesésével 1918-ban előbb a Szerb-Horvát-Szlovén Királyság, majd 1929-től a Jugoszláv Királyság része. 1921-ben a községnek 264 háztartása és 1605 lakosa volt. Jugoszlávia megszállása után a település a Független Horvát Állam (NDH) része lett. A falu 1945-től a szocialista Jugoszlávia része volt. A boszniai háború idején a Boszniai Szerb Köztársaság része volt. A daytoni békeszerződést követő területfelosztásnál Bosanska Gradiška község részeként a Szerb Köztársaság területéhez került. 

## Kultúra
- KUD Behar Dubrave Gradiška Kulturális és Művészeti Egyesület 2005-ben alakult. Számos bemutatón és előadáson vendégeskedtek Bosznia-Hercegovinában, valamint azon túl is. A legjelentősebb fellépéseik Szarajevóban, Enver Sadinlija Folk Showjában 2007 decemberében, valamint egy szlovéniai fellépés Jesenice városában 2009 áprilisában voltak. Az egyesület a művelődési házban működik, jelenleg körülbelül 50 aktív, különböző korú tagja van.

## Oktatás
- „Sveti Sava” Általános Iskola. Az iskolának összesen 306 tanulója van. Összesen 55 dolgozót foglalkoztatnak, ebből 34 tanár. A dubravai központi iskola mellett az iskolának két regionális iskolája van, egy kilencosztályos Laminciban és egy ötosztályos Novi Selóban.[8]

## Sport
- FK Dubrave Gradiška labdarúgóklub

## Nevezetességei
- Az egyik mecset 1870-ben épült.[9] A bosznia-hercegovinai háború során, 1993. március 26-án nagy mennyiségű robbanóanyag semmisítette meg.[10] A mecsetet 2006-ban újították fel és avatták fel.

- A másik mecsetet 1720-ban építették[11]  de a bosznia-hercegovinai háború idején.1993. március 28-án ezt is lerombolták.[12] A háború után 2001-ben újjáépítették. A méretei 11 x 8 méter, a minaret pedig körülbelül 30 méter magas.

- Szent Péter és Pál apostolok tiszteletére szentelt pravoszláv temploma.

- Őskori temető maradványai. Határában egy hordalékos területen kavics bányászása közben törött urnákat találtak. Az urnák fedeles fazék formájúak voltak. A hamvak mellett égett csontmaradványok és spriál alakú karkötők kerültek elő. A leleteket a késő bronzkori urnamezős kultúra hagyatékaként határozták meg.[4]

- Mokreš – őskori tumulusok égett maradványokkal. A Lamnici településrészen három, különböző formájú tumulus maradt fenn. Közülük a legnagyobbikat ásták meg, és égett csontmaradványokat, kerámiatöredékeket találtak, melyeket a középső és késő bronzkorra datáltak.[4]